# Тянвен-1
Тянвен-1 (TW-1; опростен китайски: 天 问; традиционен китайски: 天 問; букв. Небесни въпроси) е междупланетна мисия на Китайското национално космическо управление (CNSA) за изпращане на роботизиран космически кораб до Марс, състоящ се от 5 части : орбитална камера, разгъваема камера, спускаем апарат, падаща камера и марсохода Журонг. Космическият кораб с обща маса близо пет тона е една от най-тежките сонди, изстреляни до Марс и носи 13 научни инструмента. Това е първата от поредицата планирани мисии, предприети от CNSA като част от програмата за планетарно проучване на Китай.